# カザフスタンの音楽

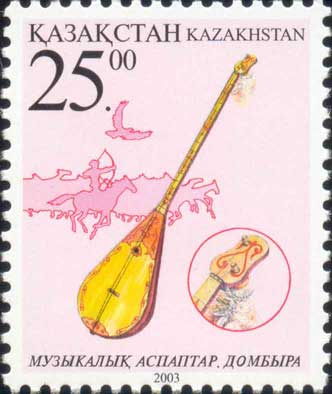
カザフスタンの伝統楽器の中で最も人気のあるドンブラを描いた切手

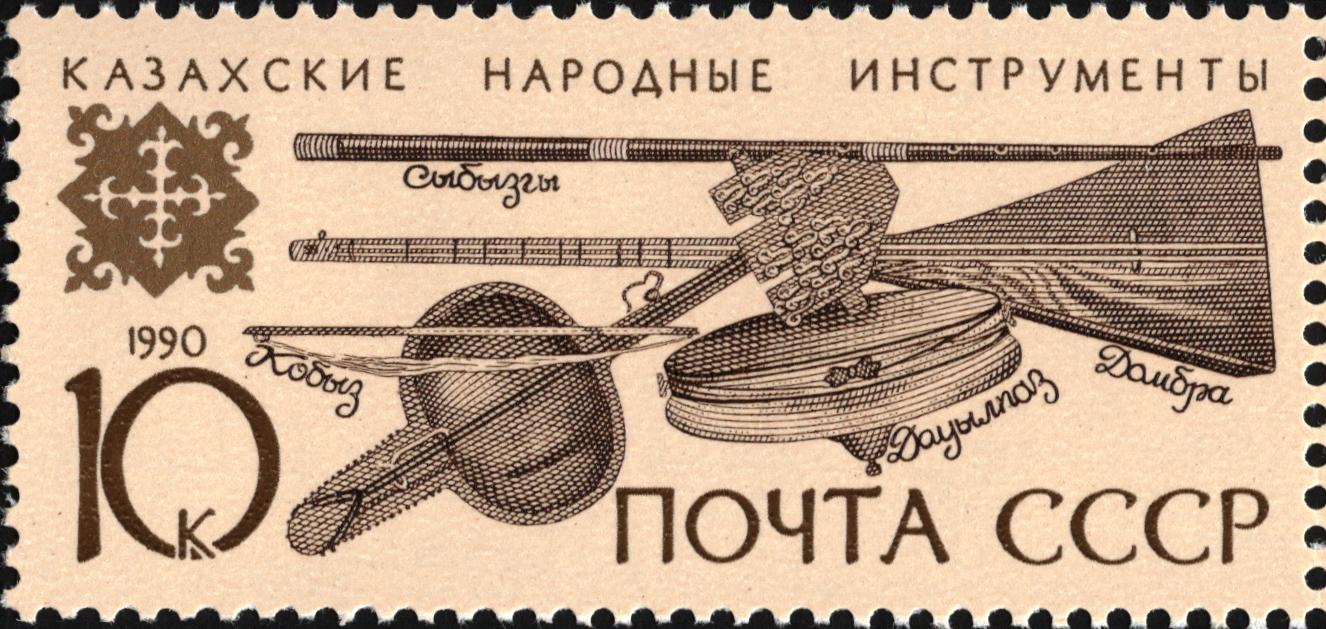
カザフスタンの楽器を描いたソビエト連邦時代の切手

現代のカザフスタンの音楽において有名な楽団として、カザフスタン国立クルマンガズィ民族楽器交響楽団、カザフスタン国立フィルハーモニー交響楽団、カザフスタン国立劇場とカザフスタン国立室内管弦楽団などがある。民族楽器による管弦楽団は19世紀の有名作曲家でありドンブラ奏者であったクルマンガズィ・サギルバユリ (ロシア語名:クルマンガズィ・サギルバエフ) にちなんで名付けられた。

## 伝統音楽
カザフスタンの伝統音楽を紐解く際に、本物の民話は「民間伝承学」とは切り離さなければならない。民間伝承学は学問的な訓練を受けた演奏家が伝統音楽を次世代へと引き継ぐことを目的として演奏される音楽に関する学問を表す。 再構築を試みた限りでは、ロシアからの影響を受ける以前の時代のカザフスタンの音楽は以下のジャンルで構成されている。
- 器楽はキュイ (Küy) と呼ばれる伝説にそってソリストにより演奏される。キュイを演奏者が語るため、歌詞はキュイの中 (もしくはプログラム) にしばしば見られる。
- 声楽は結婚式や宴会のような慶事の一部として主に女性により披露される。声楽分野はさらにふたつのジャンルに分かれる。一つは歴史的事実だけでなく、部族の系譜、恋愛、訓話を含む叙事詩歌であり、もうひとつは複数人の歌手が公共の場 (Aitys) において口語体で作曲する特別な形態である。こちらは内容面で時に非常にくだけたものとなる。

## ロシア・ソビエト連邦時代の音楽
ロシアがカザフスタンに与えた音楽的な影響には大きく分けて二つある。
1つ目は、オペラの舞台を完備した歌劇場やヨーロッパの音楽を学ぶ音楽院などの音楽を学ぶ研究所を設立したことである。2つ目は、これらの研究所においてカザフスタンの伝統音楽を学問的な音楽構造へと組み込もうとしたことである。
ロシア帝国時代とソビエト連邦時代に管理下に置かれたことで、カザフスタンの民謡や伝統音楽はロシア民族音楽や西欧の音楽と結びついた。20世紀以前、カザフスタンの民族音楽は作曲家、音楽評論家、音楽学者などを含む民族学者研究チームにより収集、研究が行われた。19世紀前半、カザフスタンの音楽は直線の譜面に記述された。この時代の作曲家の何人かはカザフスタンの民謡にロシアスタイルのクラシック音楽を取り込んだ。
しかし、カザフ人自身は1931年まで自分たちの音楽を譜面に記述することはなかった。その後、ソビエト連邦の一部として、カザフスタンの民俗文化は政治的、社会的不安をかき消すための鎮静剤としての役割を担ったものとして奨励されるようになった。結果、カザフスタンの民族音楽から派生した当たり障りの無い音楽が作られるようになった。1920年、ロシアの民族学者アレクサンドル・ザタエヴィチはカザフスタンの民族音楽のメロディーとその他の音楽的要素を音楽作品としてつくり上げる事業を始めた。この事業は1928年に始まり1930年代に大きな進展を見せ、フレットや弦の数の増加によってカザフスタンの伝統楽器はロシアスタイルの演奏へと取り入れられることとなった。その後すぐに、このようなスタイルの現代的な交響楽団の演奏はカザフスタンの音楽家にとって民俗音楽を公式の場で演奏する唯一の方法となった。カザフスタンの「民俗音楽」は愛国的、プロフェッショナリズム、発展などの要素により社会主義的な「民族音楽」へと変貌することとなった。

## 音楽研究所
1931年に設立された音楽演劇訓練学校は国内初の音楽における高等教育機関となった。2年後にはカザフ民族楽器交響楽団が設立された。
Asyl Mura財団は伝統的・古典的なカザフスタンの民族音楽の歴史的な記録を保管・出版している。
国内有数の規模を誇るクルマンガズィ音楽院はアルマトイにある。現在はカザフスタンの首都アスタナにある国立音楽院と競争を繰り広げている。

## 伝統楽器

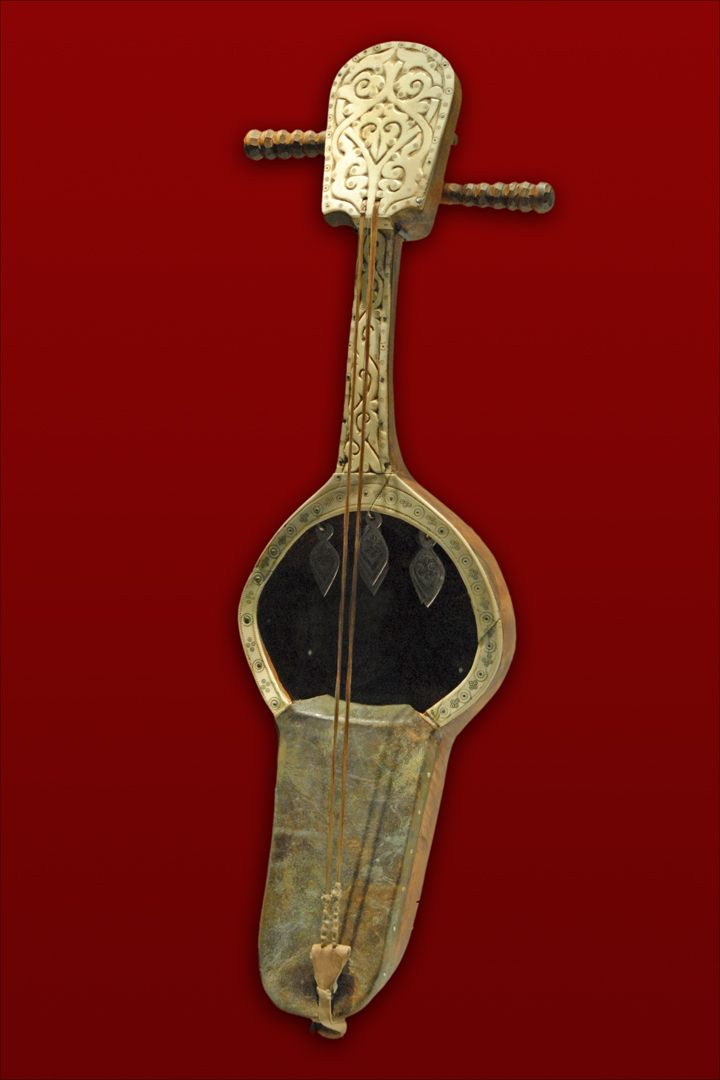
コブズ

最も馴染みのある伝統楽器は弦楽器である。それらの一つがドンブラであり、カザフスタンの楽器において最も古く人気のある楽器である。遊牧民は2000年以上前から二弦楽器に似た楽器を使用していたと主張するものもいる。ドンブラは5度音程の二弦を使用するリュートに似た楽器である。 
その他演奏で重要な役割を果たす楽器にはコブズ (Qobyz) があり、これは本体部分が木彫りで作られている馬頭琴に似た楽器であり、共鳴部には動物の皮、弦と弓には馬の髪を用いている。コブズは中世はるか以前に伝説的なシャーマンQorqytによって考案されたとされている。
ジェティゲン (ZhetigenもしくはJetigen、7つの弦) はシターンに似た楽器と考えられており、中国にも似たような楽器がある。弦は長さの違う二つの部分に分かれており、支柱は移動可能であり、動物の骨を使用して作られている。
個々の楽器については以下の項目を参照のこと。
- ドンブラ
- コブズ
- 口琴

## 温故知新

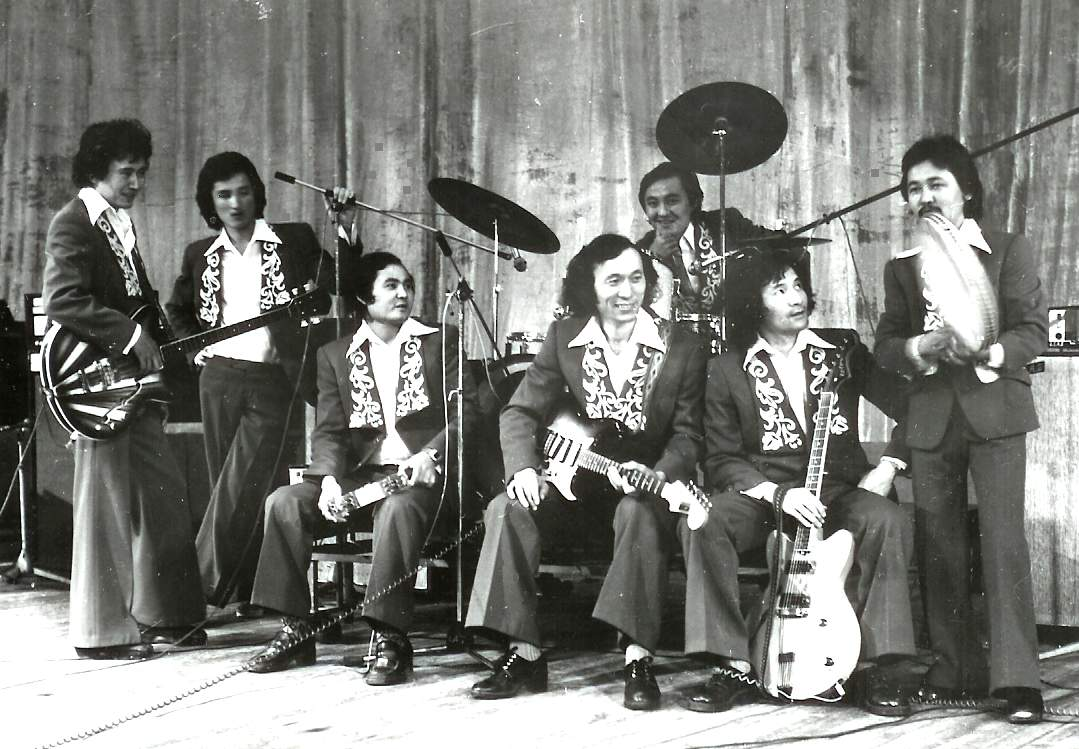
1970年代のカザフスタンのポップバンド、ドス・ムカサン

現在、ヨーロッパの音楽スタイルの大きな影響以前に演奏されていたと考えられる伝統音楽を再発見する試みが行われている。演奏の質や伝統の信憑性に対する努力は無視することはできないが、これは伝統民族音楽家はすべてよく訓練された現代のプロの演奏家 (Rauchan Orazbaeva, Ramazan Stamgaziなど) の間において、方法論的な理由で重要である。
また、他の挑戦的な試みが若い世代の作曲家やロックやジャズの音楽家から持ち上がっている。彼らは自分たちの国の伝統的な遺産を彼らが西洋文化から学んだ音楽へと組み込むことを目的としている。従って、この潮流は「現代民族クラシック音楽」という新たな分野を形成しており、特に民族音楽的なロックやジャズが活発に創作されている。クラシック音楽部門ではAqtoty Raimkulova、ジャズ部門ではMagic of Nomads、ロック部門ではRoksonaki, URKER, Ulytauなどが試みを行なっている。

## Q-POP
Q-popは、カザフスタンで生まれたミュージカルサブカルチャーで、ウエスタンエレクトロポップ、ヒップホップ、ダンスミュージック、ブルースなどの要素を取り入れたものである。この音楽ジャンルの創設者は、2015年にデビューしたグループNinety Oneであると言われている。5人の男性で構成されたこの青少年グループは、Qポップの方向性を明確にした。彼らに続いて、2017年までの間にこの種のグループやアーティストが多数現れた。
ティーン志向が強いQ-POPは、SNSにおいて幅広い視聴者を有している。グループNinety Oneは、 10代の若者の間で前例のない興味関心を生み出した。 Q-Popの音楽的方向性は世界中で勢いを増しており、グループNinety Oneは韓国の首都ソウルを訪問した際に、グループはソウルの学生街である弘大で演奏した。そこは新しいトレンドが生まれる若者の中心地で、韓国のファンはカザフスタンからのアイドルを元気づけた。
彼らの他に著名なQ-popアーティストとして、Newton, Crystalz, Mad Men, EQ, Moonlight, Juzim, 10iz, Ozge, QARAPAIYM , Youngsters, Ayanat, Ziruza, Ayrеe, Malika Yes, Riza, ALBA, C.C.TAY, Kyle Ruh, DiUooU, A.J., Madi Rymbayev, Assun,　等多数が活動している。
Q-popという用語は、カザフスタンのポップミュージックを世界の他のポップ（J-pop, K-pop等）から切り離すために、インターネットユーザーによってカザフ語で"カザフスタン"を意味する"Qazaqstan (Қазақстан)"の頭文字をとって作られた。現在カザフスタンでは、ポップ、ロック、ラップ、ソウル、ダンスミュージックなど、さまざまな音楽スタイルを表すのによく使われる用語となっている。また、Q-popお知名度は世界中に広がり始め、カザフスタンだけでなく韓国、台湾、中国、アメリカ、ドイツ、トルコなどの政治的・経済的・文化的にカザフスタンと関わりの強い国々においてファンを獲得している。